# Xã Eagle, Quận LaSalle, Illinois
Xã Eagle (tiếng Anh: Eagle Township) là một xã thuộc quận LaSalle, tiểu bang Illinois, Hoa Kỳ. Năm 2010, dân số của xã này là 1.697 người.